# Nestor Tallgren
Nestor Tallgren, född 13 september 1824 i Liljendal, död 24 augusti 1875 i Helsingfors, var en finländsk arkitekt och författare. 
Nestor Tallgren, som var son till kyrkoherden Lars Tallgren och Brita Helena Schoultz, blev student 1841, filosofie kandidat 1850 och filosofie magister samma år. Han blev länskonduktör (assistent till länsarkitekten) i Nylands län 1855 och var överarkitekt vid Överstyrelsen för allmänna byggnaderna 1869–1874. Tallgren har också planerat kyrkan i Orimattila (1862–1866) tillsammans med arkitekten Jean Wik. 
Under 1840-talet utgav Tallgren tillsammans med skalden Emil von Qvanten den poetiska kalendern Lärkan.